# General (album)
General è un album dal vivo del gruppo musicale finlandese Circle, pubblicato nel 2005.

## Tracce
Lato A
1. Hermes / Styx - 22:25

Lato B
1. Styx (Continued) / Metsän Henget / Armo - 22:45